# جورج جونز (لاعب كريكت)
جورج جونز (8 يناير 1856 في المملكة المتحدة - 1 أبريل 1936) (بالإنجليزية: George Jones)‏ هو لاعب كريكت بريطاني (وحمل سابقاً جنسية المملكة المتحدة لبريطانيا العظمى وأيرلندا).

## وصلات خارجية
- جورج جونز على موقع إي آس بي آن كريك إنفو (الإنجليزية)